# Kanton Tonnerre
Kanton Tonnerre is een voormalig kanton van het Franse departement Yonne. Het kanton maakte deel uit van het arrondissement Avallon. 
Het werd opgeheven bij decreet van 13 februari 2014 met uitwerking op 22 maart 2015.

DE gemeenten werden opgenomen in het dan gecreëerde nieuwe kanton Le Tonnerrois, met uitzondering van Béru en Fleys, die bij het kanton Chablis werden gevoegd.

## Gemeenten
Het kanton Tonnerre omvatte de volgende gemeenten:
- Béru
- Cheney
- Collan
- Dannemoine
- Épineuil
- Fleys
- Junay
- Molosmes
- Serrigny
- Tissey
- Tonnerre (hoofdplaats)
- Vézannes
- Vézinnes
- Viviers
- Yrouerre